# Hans-Joachim Grünwald
Hans-Joachim Grünwald (* 20. August 1931 in Schneidemühl; † 19. November 2014 in Berlin) war ein deutscher Sportfunktionär. Er war langjähriger Generalsekretär des Deutschen Eislaufverbandes (DELV) und 1990 Generalsekretär des Deutschen Turn- und Sportbundes (DTSB).

## Leben
Geboren in der Provinz Grenzmark Posen-Westpreußen, wurde er 1945 nach dem Zweiten Weltkrieg mit seiner Familie nach Mecklenburg umgesiedelt. Er besuchte das Gymnasium in Wismar und erwarb das Abitur. 
Von 1950 bis 1952 war er Mitglied des Landessportausschusses Mecklenburg-Vorpommern. 1952 wurde er Mitglied der SED. Von 1952 bis 1957 war er beim Staatlichen Komitee für Körperkultur und Sport tätig. Im September 1952 wurde er zum Leiter des Zentralen Organisationsbüros für die 4. DDR-Radrundfahrt und im Oktober 1952 zum Generalsekretär der Sektion Radsport des Deutschen Sportausschusses berufen. Er organisierte Großveranstaltungen der Wintersportmeisterschaften und war 1953 Leiter des Organisationskomitees der Internationalen Friedensfahrt. Von 1954 bis 1957 war er Leiter der Sektion Eis- und Rollhockey und von 1957 bis 1989 Generalsekretär des Deutschen Eislaufverbandes. Ein Fernstudium an der DHFK Leipzig schloss er als Diplom-Sportlehrer ab. 
Grünwald wirkte 1970 an dem Beschluss mit, Eishockey aus der olympischen Förderung der DDR herauszunehmen.
Er war ab 1961 Mitglied des Direktorats des Internationalen Eishockey-Verbands und von 1984 bis 1988 Mitglied der Appeals Commission der Internationalen Eislaufunion (ISU). Von 1986 bis 1988 war er Abteilungsleiter Sommersport im DTSB-Bundesvorstand, von November 1988 bis 1990 DTSB-Vizepräsident. Im Dezember 1989 wurde er zum Vorsitzenden des DTSB-Arbeitssekretariats gewählt und im März 1990 übernahm er das Amt des Generalsekretärs des Deutschen Turn- und Sportbundes und wirkte an der Übernahme des DTSB in den Deutschen Sportbund mit.
Grünwald war bis zu seinem 81. Lebensjahr im Werbeunternehmen seiner beiden Söhne tätig und starb im Alter von 83 Jahren.

## Auszeichnungen
- 1960 Verdienstmedaille des DTSB
- 1960 Ehrentitel Verdienter Meister des Sports
- 1972 Medaille Ehrenzeichen für Körperkultur und Sport der Deutschen Demokratischen Republik
- 1976 Vaterländischer Verdienstorden in Bronze und 1980 in Gold
- 1988 Orden Stern der Völkerfreundschaft  in Gold